# Henryk Jeleń
Henryk Hubert Jeleń (ur. 1 października 1962) – polski profesor nauk rolniczych. Specjalizuje się w zagadnieniach z zakresu chemii oraz technologii żywności i żywienia (w tym chemii związków zapachowych żywności). Członek korespondent Polskiej Akademii Nauk od 2016 roku. Pracownik naukowy Wydziału Nauk o Żywności i Żywieniu Uniwersytetu Przyrodniczego w Poznaniu, był też wykładowcą Pomorskiego Uniwersytetu Medycznego w Szczecinie.
W 2019 został członkiem Rady Doskonałości Naukowej I kadencji.
W 2002 został odznaczony Srebrnym Krzyżem Zasługi, a w 2022 otrzymał Medal im. Wiktora Kemuli.